# Marphysa angelensis
Marphysa angelensis är en ringmaskart som beskrevs av Fauchald 1970. Marphysa angelensis ingår i släktet Marphysa, och familjen Eunicidae.
Artens utbredningsområde är Mexikanska golfen. Inga underarter finns listade i Catalogue of Life.